# Midtre Gauldal
Midtre Gauldal este o comună din provincia Sør-Trøndelag, Norvegia.